# Ivo Knoflíček
Ivo Knoflíček, né le 23 février 1963 à Kyjov (République tchèque), est un footballeur tchèque, qui évoluait au poste d'attaquant au Slavia Prague et en équipe de Tchécoslovaquie.
Knoflíček a marqué sept buts lors de ses trente-huit sélections avec l'équipe de Tchécoslovaquie entre 1983 et 1992.

## Carrière
- 1981-1982 : SK Slavia Prague
- 1982-1984 : RH Cheb
- 1984-1988 : SK Slavia Prague
- 1988-1989 : Banni
- 1989-1991 : FC St. Pauli
- 1991-1992 : VfL Bochum
- 1992-1993 : SK Vorwärts Steyr
- 1993 : FK Švarc Benešov
- 1994-1995 : SK Slavia Prague
- 1995-1996 : FC Pares Prušánky
- 1996-1998 : FC Marila Příbram

## Palmarès

### En équipe nationale
- 38 sélections et 7 buts avec l'équipe de Tchécoslovaquie entre 1983 et 1992.
- Quart de finaliste de la coupe du monde 1990.